# Коса Федотова (ландшафтний заказник)
Коса Федотова — ландшафтний заказник загальнодержавного значення. Об'єкт розташований на території Якимівського району Запорізької області, на захід від смт Кирилівка, півострів Азовського моря.
Площа — 1910 га, статус отриманий у 1996 році.
Заказник належить до переліку природно-заповідних територій, особливо важливих для збереження біорізноманіття Запорізької області.